# Georgios Chortatsis
Georgios Chortatsis nebo Chortatzis (řecky Γεώργιος Χορτάτσης nebo Χορτάτζης; asi 1545 – asi 1610) byl řecký dramatik v tvořící v krétském dialektu. Spolu s Vitsentzem Kornarem byl jedním z hlavních představitelů literární školy v lidovém dialektu Kréty, který vzkvétal koncem 16. a začátkem 17. století během takzvané krétské renesance v období nadvlády Benátek nad ostrovem. Jeho nejznámějším dílem je tragédie Erofili (nebo Erofilé ), odehrávající se v Egyptě.